# 김광태 (방송인)
김광태(1952년~)는 대한민국의 방송인이다.

## 학력
- 서울대학교 철학과 학사

## 경력
- DBS 동아방송 PD
- KBS 편성본부 운영팀장
- KBS 방송운영국 실장
- KBS 제주방송총국 편성제작팀장
- KBS 편성본부 차장
- KBS 외주제작국 애니메이션 운영사업팀장
- KBS 심의평가실 자문위원 (부장금)
- KBS 심의평가실 본부장